# Enter Laughing
Enter Laughing (bra: Onde Começa o Sucesso) é um filme de comédia estado-unidense de 1967, dirigido por Carl Reiner, com roteiro baseado na peça teatral homônima de Joseph Stein. 
Estrelado por Reni Santoni, Jose Ferrer, Shelley Winters e Elaine May, o filme conta a história de um jovem do Bronx tentando fazer carreira no teatro.